# Bergholmen, Kyrkslätt och Sjundeå
Bergholmen är en ö i Finland. Den ligger i Finska viken och i kommunerna Kyrkslätt och Sjundeå i landskapet Nyland, i den södra delen av landet. Ön ligger omkring 34 kilometer väster om Helsingfors.
Öns area är 2,9 hektar och dess största längd är 260 meter i öst-västlig riktning.